# Eduard Dschabejewitsch Kokoity

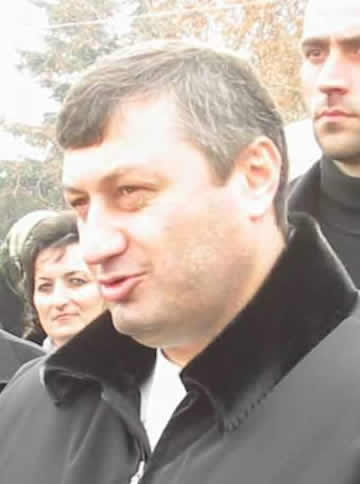
Eduard Dschabejewitsch Kokoity

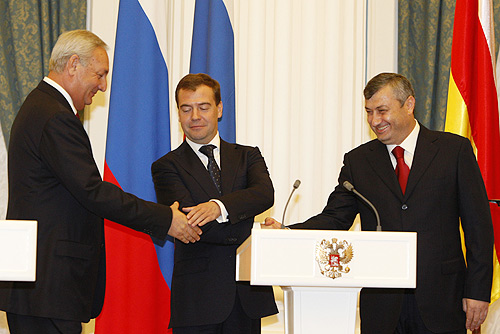
Kokoity (rechts) mit Sergei Bagapsch (links) und Dmitri Medwedew im Kreml am 17. September 2008

Eduard Dschabejewitsch Kokoity (russisch Эдуард Джабеевич Кокойты, russifizierte Namensform Кокоев / Kokojew, ossetisch Кокойты Джабейы фырт Эдуард; * 31. Oktober 1964 in Zchinwali, Südossetisches Autonomes Gebiet, Georgische SSR, Sowjetunion) ist ein südossetischer Politiker.
Der Sportlehrer wurde im Dezember 2001 und im November 2006 zum Präsidenten von Südossetien gewählt.

## Leben
Eduard Kokoity arbeitete nach dem Besuch der Mittelschule zunächst als Elektromonteur. 1980 wurde er Meister der Georgischen SSR im Freistilringen. Von 1983 bis 1985 leistete er seinen Wehrdienst bei der Sowjetarmee. Anschließend begann er ein Sportlehrerstudium am Pädagogischen Institut von Zchinwali, das er 1988 erfolgreich absolvierte.
Während seines Studiums wurde Kokoity Komsomol-Sekretär. 1989 war er Erster Sekretär des Komsomol-Stadtkomitees von Zchinwali. Zwischen 1992 und 2001 lebte er als Geschäftsmann zumeist in Moskau. 1997 wurde er Leiter der Handelsvertretung Südossetiens in Russland. Am 18. November 2001 wurde er mit 45 % der abgegebenen Stimmen zum Präsidenten Südossetiens gewählt. Am 12. November 2006 kandidierte er in den Präsidentschaftswahlen gegen Oleg Gabodse, Inal Puchajew sowie Leonid Tibilow. Er wurde mit 96 % der abgegebenen Stimmen im Amt bestätigt und erhielt dabei auch die Unterstützung der Kommunistischen Partei Südossetiens.
Kokoity gilt als politischer Hardliner. Er strebt die endgültige Trennung Südossetiens von Georgien und eine Vereinigung Süd- und Nordossetiens innerhalb Russlands an, hat wiederholt Anträge auf assoziierte Mitgliedschaft Südossetiens in der Russischen Föderation gestellt. Am 24. November 2003 bezeichnete er Südossetien bereits als „russisches Territorium“. Zu Georgien kann er sich nur ein Verhältnis der guten Nachbarschaft vorstellen. Am 11. September 2008 bestätigte er diesen politischen Kurs, Südossetien plane den Beitritt zur Russischen Föderation. Nachdem sich diese Aussage über Nachrichtenagenturen verbreitet hatte, dementierte Kokoity: Seine Äußerungen seien „offensichtlich missverstanden“ worden.

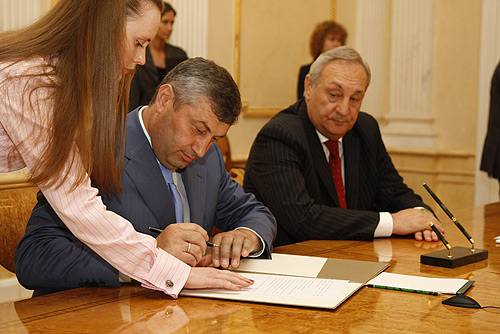
Kokoity mit Sergei Bagapsch

Kokoity verdankt seinen Wahlsieg der finanziellen und politischen Unterstützung des einflussreichen Tedejew-Familienclans um den früheren Chef des südossetischen Sicherheitsrats Albert (Dick) Tedejew und dessen Bruder Dschambulat, früherer Ringerweltmeister und heutiger Trainer der russischen Nationalmannschaft. Der Familienclan hatte früher Kokoitys Vorgänger im Amt, Tschibirow, gefördert, sich aber 2001 abrupt von ihm abgewandt. Bei den Wahlen in Südossetien wurde Kokoity von der 2003 gegründeten Partei der Einheit stets unterstützt. Kokoity erstrebte den Eintritt der Republik Südossetien in den Unionsstaat Belarus und Russland.
Nach seinem Wahlsieg übertrug Kokoity dem Tedejew-Clan zunächst die Verantwortung über den südossetischen Zolldienst und die bewaffnete Eskortierung von Gütertransporten entlang der Transkaukasischen Fernstraße nach Russland. Im Juli 2003 ließ Kokoity führende Mitglieder des Tedejew-Clans verhaften und Verbände des Verteidigungs-, Sicherheits- und Justizministeriums entwaffnen. Die Abteilung zur Eskortierung von Gütertransporten wurde aufgelöst, der Zoll direkt dem Präsidenten unterstellt.
Von Kritikern werden Kokoity und anderen südossetischen Regierungspolitikern enge Geschäftsbeziehungen zur Organisierten Kriminalität in Russland nachgesagt. Ebenfalls kritisiert wurde seine unklare Verwendung russischer Hilfsgelder für Südossetien sowie sein zunehmend autoritärer Regierungsstil. 
Am 11. Dezember 2011 trat Kokoity von all seinen Ämtern zurück.

### Privates
Kokoity besitzt auch die russische Staatsbürgerschaft. Er ist verheiratet und hat drei Söhne.